# Шмидт, Франц (ботаник)
Франц Шмидт (нем. Franz Schmidt; 1751—1834) — австрийский садовник и ботаник.
Шмидт учился на садовника в саду архиепископа Кремзирского, а с 1769 по 1773 годы путешествовал по Франции, Англии и Нидерландам при поддержке князя Кауница, придворным садовником которого он стал в Вене в 1773 году. После смерти Кауница он остался на службе у его сына Эрнста Кристофа фон Кауниц-Ритберга. После его смерти в 1797 году он стал профессором садоводства во вновь открывшейся Терезианской рыцарской академии и взял на себя управление её садами, включая недавно построенный дендрарий. С 1807 года также преподавал ботанику наследному принцу Фердинанду.
Известен своим иллюстрированным трудом о деревьях Австрии, вышедшим в трёх томах с 1792 по 1800 год, с четвёртым томом в 1822 году, причём последняя часть появилась после смерти Шмидта в 1839 году (под редакцией Леопольда Тратинника).